# Camanche
Camanche ist eine Kleinstadt (mit dem Status „City“) im Clinton County im Osten des US-amerikanischen Bundesstaates Iowa. Das U.S. Census Bureau hat bei der Volkszählung 2020 eine Einwohnerzahl von 4.570 ermittelt.

## Geografie
Camanche liegt im südlichen Vorortbereich der Stadt Clinton am Westufer des Mississippi, der die Grenze zu Illinois bildet. Camanche, das das Zentrum der Camanche Township bildet, liegt auf 41°47′17″ nördlicher Breite und 90°15′22″ westlicher Länge. Die Stadt erstreckt sich über 24,43 km², die sich auf 22,49 km² Land- und 1,94 km² Wasserfläche verteilen.
Etwa 5 km unterhalb des südlichen Stadtrandes befindet sich die Mündung des Wapsipinicon River in den Mississippi.
In direkter Nachbarschaft liegt Clinton, das sich unmittelbar an das Stadtgebiet von Camanche anschließt und dessen Zentrum 10,6 km nordöstlich liegt. Weitere Nachbarorte sind McCausland (17,4 km westsüdwestlich), Princeton (19,5 km südsüdwestlich) sowie das auf dem gegenüberliegenden Mississippiufer in Illinois liegende Albany.
Die nächstgelegenen größeren Städte sind Dubuque (110 km nordnordwestlich), Rockford in Illinois (166 km nordöstlich), die Quad Cities (50,1 km südlich) und Cedar Rapids (130 km westnordwestlich).

## Verkehr
Durch Camanche führt entlang des Mississippi der an dieser Stelle den Iowa-Abschnitt der Great River Road bildende U.S. Highway 67. Die nördliche Stadtgrenze wird vom U.S. Highway 30 gebildet. Alle weiteren Straßen sind untergeordnete Stadtstraßen.
Durch Camanche führt eine entlang des Mississippi verlaufende Eisenbahnlinie der Canadian National Railway und eine nach Westen führende Linie der Union Pacific Railroad.
Der nächstgelegene Flugplatz ist der 7,8 km nordöstlich der Stadt gelegene Clinton Municipal Airport; der nächstgelegene größere Flughafen ist der 57,2 km südlich gelegene Quad City International Airport.

## Demografische Daten
Nach der Volkszählung im Jahr 2010 lebten in Camanche 4448 Menschen in 1918 Haushalten. Die Bevölkerungsdichte betrug 197,8 Einwohner pro Quadratkilometer. In den 1918 Haushalten lebten statistisch je 2,32 Personen.
Ethnisch betrachtet setzte sich die Bevölkerung zusammen aus 97,6 Prozent Weißen, 0,6 Prozent Afroamerikanern, 0,2 Prozent amerikanischen Ureinwohnern, 0,4 Prozent Asiaten sowie 0,3 Prozent aus anderen ethnischen Gruppen; 0,8 Prozent stammten von zwei oder mehr Ethnien ab. Unabhängig von der ethnischen Zugehörigkeit waren 2,1 Prozent der Bevölkerung spanischer oder lateinamerikanischer Abstammung.
22,6 Prozent der Bevölkerung waren unter 18 Jahre alt, 59,8 Prozent waren zwischen 18 und 64 und 17,6 Prozent waren 65 Jahre oder älter. 50,6 Prozent der Bevölkerung war weiblich.

Das jährliche Durchschnittseinkommen eines Haushalts lag bei 67.244 USD. Das Pro-Kopf-Einkommen betrug 25.048 USD. 9,4 Prozent der Einwohner lebten unterhalb der Armutsgrenze.